# پژو تیپ ۶۶
پژو تیپ ۶۶ (Peugeot Type ۶۶) خودرویی است که در سال ۱۹۰۴ و به تعداد ۲۰ تولید شده‌است.
این خودرو در کلاس خودرو سایز بزرگ قرار گرفته، طراحی آن خودروهای موتور جلو-محور عقب بوده است.